# Lentsweletau
Lentsweletau – wieś w Botswanie w dystrykcie Kweneng. Według spisu ludności z 2011 roku wieś liczyła 4916 mieszkańców.